# Jesús Huarte Beaumont
Jesús Huarte Beaumont (Pamplona, 14 de enero de 1924-Madrid, 10 de noviembre de 2024) fue un mecenas, constructor y centenario español. Cofundador de la editorial Alfaguara.

## Biografía
Hijo del empresario pamplonés Félix Huarte Goñi (Pamplona, 1896-1971) y Adriana Beaumont Galdúroz (Buenos Aires, 1901-Pamplona, 1994). Era el mayor de cuatro hermanos: Jesús, Juan (1925-2018),María Josefa (1927-2015) y Felipe (fallecido en 2017). Al fallecer su padre, dirigió la empresa familiar —la constructora Huarte— desde 1971 hasta 1985, año en la que, tras la crisis del ladrillo, fue adquirida por el grupo HASA.
Casado con María Luisa Giménez-Altolaguirre —fallecida en 1983—, tuvieron cuatro hijos: Adriana, Cristina, África y Manuel; y tras enviudar, se casó en 1987 con la galerista Marta Moriarty, con quien tuvo un hijo: Jon.

### Los encuentros de Pamplona
Tuvo un destacado papel como mecenas, impulsando —junto a su hermano Juan— los Encuentros de Pamplona en 1972.  Al suceder a su padre al frente de la presidencia del Orfeón Pamplonés, solicitó al compositor Luis de Pablo un estudio para situar al orfeón al nivel de otras sociedades musicales europeas. Tiempo después, Luis de Pablo y el artista José Luis Alexanco le presentaron el programa de los Encuentros. Jesús realizó diversas gestiones ante Federico Gerona de la Figuera —Gobernador civil de Navarra—, que le advirtió de que los Encuentros iban a atraer a Pamplona a mucha gente fichada por la policía. Pero, a pesar de las dificultades, el programa se celebró tal como estaba previsto.
Desde las bodegas de Señorio de Sarria, la familia Huarte Beaumont apoyo la revista del escritor Camilo José Cela, Papeles de Son Armadans, convertida en plataforma desde la que Cela promovió el diálogo entre la España del interior y la del exilio. Jesús Huarte fue  Propietario y cofundador —junto con Cela— de la editorial Alfaguara, situada en el madrileño edificio de Torres Blancas que el propio Jesús Huarte había encargado a Francisco Javier Saénz de Oiza.
Apoyó al laboratorio de música Alea, en Madrid. Contribuyó a la creación y sostenimiento de la revista "Nueva forma".
Jesús recibió la medalla de Oro (2014), que el Gobierno de Navarra otorgó a título póstumo a su padre, en atención al papel que tuvieron los diputados Félix Huarte y Miguel Javier Urmeneta en la puesta en marcha por el Programa de Promoción Industrial (PPI). Posteriormente hubo un intento por parte del Gobierno de Pedro Sánchez en retirarle dicha medalla por las vinculaciones de Félix Huarte con el franquismo. Finalmente el ejecutivo navarro mantuvo dicho galardón, al considerar que era un galardón colectivo, otorgado por "un hecho histórico que llevó a Navarra a ser la comunidad más industrial de España".
Jesús falleció en Madrid, a los cien años. Durante Los últimos cuarenta años de su vida  continuó apostando por el arte de vanguardia, los pasó viajando, leyendo, navegando, proyectando jardines, tocando el piano y participando con Marta, su mujer, en diversas aventuras artísticas como Vacío 9 y Slowtrack,desde las que  apoyó a una nueva generación de creadores. 